# Thompson River (vattendrag i Australien)
Thompson River är ett vattendrag i Australien. Det ligger i delstaten Queensland, omkring 1 100 kilometer väster om delstatshuvudstaden Brisbane.
Omgivningarna runt Thompson River är i huvudsak ett öppet busklandskap. Trakten runt Thompson River är nära nog obefolkad, med mindre än två invånare per kvadratkilometer. Genomsnittlig årsnederbörd är 304 millimeter. Den regnigaste månaden är februari, med i genomsnitt 77 mm nederbörd, och den torraste är april, med 1 mm nederbörd.